# Ropné břidlice

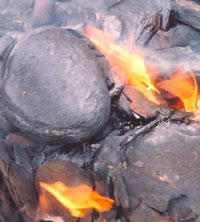
Ropné břidlice

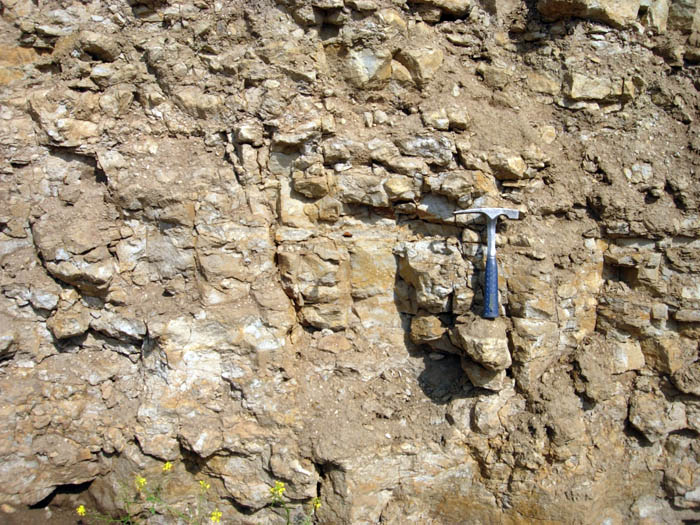
Ordovická vrstva s ropnými břidlicemi (Estonsko)

Ropné břidlice je souhrnné označení usazených hornin, které obsahují organický materiál zvaný kerogen. Jeho podíl se pohybuje mezi 10 až 30 %. Kerogen může být přeměněn na ropu pyrolýzou, během níž je ropná břidlice zahřívána na 450–500 °C bez přístupu kyslíku. Odhaduje se, že světová ložiska ropných břidlic jsou co do produkce ropy porovnatelná se zásobami klasické ropy.[zdroj?] Ropné břidlice mohou být také přímo spalovány jako málo výhřevné palivo.
Estonsko, Rusko, Brazílie a Čína v současnosti ropné břidlice těží tzv. frakováním, ale jejich produkce klesá z ekonomických a ekologických důvodů.[zdroj?]

## Vznik
Ropné břidlice vznikly v dávné minulosti ukládáním zbytků rostlin a živočichů a dalších sedimentů na dna jezer a moří. Postupně se vlivem tepla a tlaku přeměnily do dnešní podoby. Teplo a tlak ovšem nebyly tak vysoké jako v podobném procesu, při němž pravděpodobně vznikla ropa.

## Naleziště a těžba
Ropné břidlice se těží v povrchových dolech. Experimentálně jsou vyvíjeny také metody, jak zahříváním oddělit kerogen přímo v nalezišti.
Podle odhadů (rok 2014) se světové zásoby ropných břidlic odhadují na 345 miliard barelů ropy. Největší zásoby se nacházejí v Rusku – 20 %. Následují Spojené státy (15 %) a Chile (9 %). Významné zásoby byly zjištěny i v Argentině, Libyi, Austrálii a dalších zemích.

## Využití
Nejekonomičtější využití je prozatím přímé spalování. Jediná existující elektrárna používající jako palivo ropné břidlice se nachází v Estonsku.
Obsah síry může být až 10 %, výhřevnost je mezi 4 a 8 MJ/kg.